# Uniunea Vamală Euroasiatică

Statele membre ale Uniunii Vamală Rusia-Belarus-Kazahstan sunt colorate în verde.

Uniunea Vamală Euroasiatică (în rusă Евразийский таможенный союз), sau Uniunea Vamală Rusia-Belarus-Kazahstan (în rusă Таможенный союз Белоруссии, Казахстана и России) sau pur și simplu Uniunea Vamală, UV RBK  este o uniune vamală între țările membre ale EurAsEC: Rusia, Belarus și Kazahstan, o formă de integrare economică care definește un spațiu vamal unic în interiorul căruia s-au anulat taxele vamale la comerțul reciproc și s-a introdus un sistem uniform de taxare a importurilor.
Tariful unic a intrat în vigoare pe 1 ianuarie 2010, iar începând cu 1 iulie 2010 și Codul Vamal al Uniunii Vamale (în Belarus - din 6 iulie 2010). 
Pe data de 1 ianuarie 2015 Armenia și Kârgâzstanul s-au alăturat Uniunii Vamale.
Spațiul vamal unic cuprinde teritoriile țărilor membre, inclusiv insulele artificiale, construcțiile și alte obiecte asupra cărora se aplică jurisdicția țărilor membre a Uniunii Vamale.

## State membre
- Kazahstan
- Rusia
- Belarus
- Armenia
- Kârgâzstan

## Istorie

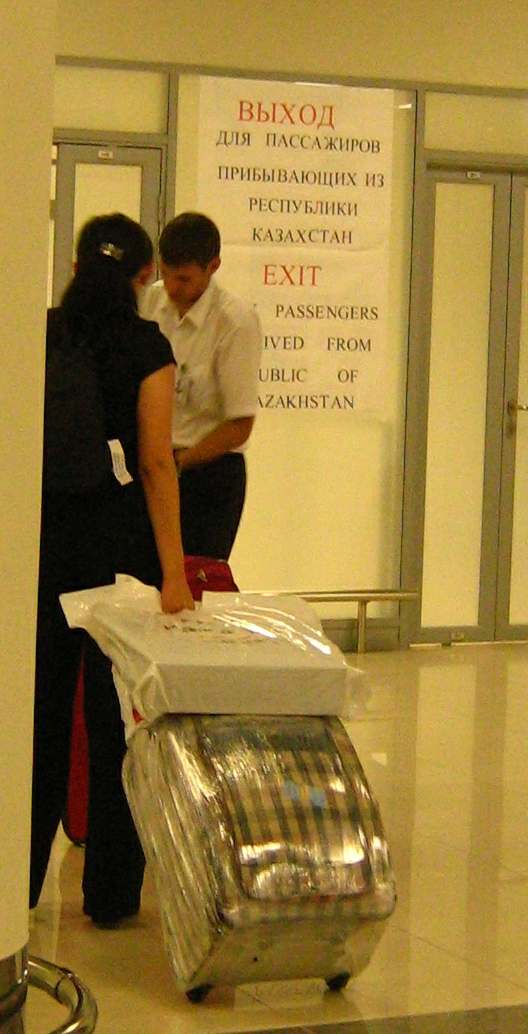
Aeroportul Șeremetievo. Poarta pentru pasagerii din Kazahstan - fără control vamal.

Primul pas spre crearea Uniunii Vamale a fost semnarea Acordului privind Uniunea Vamală dintre Republica Belarus și Federația Rusă la data de 6 ianuarie 1995, urmate la scurt timp de Kazahstan și Kârgâzstan, iar din 1999 și de Tadjikistan.
Cu scopul trecerii la un nou nivel de integrare, președinții Belarusului, Kazahstanului, Kârgâzstanului, Rusiei și a Tadjikistanlui au semnat Tratatul de constituire a Comunității Economice Euroasiatice (EurAsEc) pe data de 10 octombrie 2000 la Astana. Constituirea EurAsEc presupune 3 etape logice: crearea zonei de comerț liber, formarea Uniunii Vamale și a Spațiului Economic Eurasiatic Unic.
Pe 16 august 2006 la summitul informal al șefilor de stat din EurAsEc s-a hotărât formarea Uniunii Vamale în cadrul EurAsEc, iar Kazahstan, Belarus și Rusia au fost însărcinate să pregătească cadrul legal al viitoarei Uniuni Vamale. Consiliul interstatal EurAsEc a fost investit ca organul suprem al Uniunii Vamale. A fost stabilit un organism de reglementare permanent - Comisia Uniunii Vamale.
Până la 1 ianuarie 2010 a fost constituit cadrul legal al Uniunii Vamale și au fost adoptate mai mult de 40 de tratate internaționale și au fost instituite tarifele vamale comune pentru cele 3 state membre. Comisiei Uniunii Vamale i-au fost transmise responsabilitatea stabilirii parametrilor tarifelor vamale și a regulamentului netarifar.
Pe data de 1 iulie 2010 a început a doua etapă a operațiunii: Belarus, Kazahstan și Rusia au format un spațiu vamal unic, pe teritoriul căruia funcționează Codul Vamal al Uniunii Vamale.
La 1 iulie 2011 s-a produs etapa finală de formare a spațiului vamal unic în care este asigurată libera circulație a bunurilor produse în țările Uniunii Vamale cât și produselor importate din țări terțe.